# 曼艾三岔路口站
曼艾三岔路口站（音素換寫：S̄t̄hānī s̄ām yæk bāngh̄ıỵ̀，皇家轉寫：Sathani Sam Yaek Bang Yai，泰語發音：[sā.tʰǎː.nīː sǎːm jɛ̂ːk bāːŋ jàj]）是屬於曼谷地鐵紫線的一座車站，位於暖武里府挽磨通縣堪恰納披色路。

## 車站構造
| U3      | 1號月台            | MRT 往島本（曼普）                 |
| U3      | 島式月台，右側開門 |                                    |
| U3      | 2號月台            | MRT 往空曼派（曼艾市場）           |
| U2 大堂 | 大堂               | 1-4號出口、售票機 往停車場大廈天橋 |
| G 地面  | -                  | 巴士站、拉塔納蒂不路               |

## 外部連結
- Sam Yaek Bang Yai Station （页面存档备份，存于）